# Żydowskie księgi pamięci
Żydowskie księgi pamięci (Pinkas haKehillot lub Pinkas Ha-kehilot, hebrajski: פנקס הקהילות) – księgi poświęcone zniszczonym w wyniku Zagłady żydowskim społecznościom miast i miasteczek Europy, w tym dawnej Polski.
Pinkasy to księgi pamięci gmin żydowskich spisane przez żydowskich mieszkańców poszczególnych miejscowości lub ich potomków. Księgi zaczęły powstawać w latach powojennych z inicjatywy poszczególnych ziomkostw w Izraelu, jak i innych państwach.
Pisane są w języku jidysz i hebrajskim. Niektóre mają obie wersje językowe. Czasem dodane jest streszczenie i spis treści w języku angielskim. W tytule znajduje się nazwa miejscowości oraz słowa ickor buch (księga pamięci), pinkas (kronika), sefer (księga) czy sefer zikaron (księga pamięci).
Księgi zaczęły powstawać w latach 40. XX wieku. Krasnostawska księga pamięci powstała w 1948 r., ale inne dopiero w latach 70. XX wieku. Niektóre miejscowości mają więcej niż jedną księgę pamięci.
Większość publikacji ma podobny schemat. Przeważnie wstępem są informacje historyczne o danej miejscowości, następnie rozdziały omawiają szczegółowo życie religijne, gospodarcze, społeczne, polityczne i kulturalne, organizacje i zrzeszenia funkcjonujące na tym terenie. Kolejna część zawiera szczegółowy opis ulic, budynków i innych szczegółów topograficznych, a także ważniejszych żydowskich postaci. Zawierają również dane demograficzne, dokumenty, spisy, wspomnienia, relacje historyczne, mapy, zdjęcia. Co bardzo istotne, dokumentują zagładę poszczególnych społeczności.
Liczba ksiąg pamięci powstałych po II wojnie światowej (w zależności od sposobu liczenia) sięga od 700 do 1000. Największe zbiory posiadają biblioteki w Izraelu i USA. Nowojorska Biblioteka Publiczna posiada około 700 ksiąg. Dużą liczbę ksiąg ma w posiadaniu Żydowski Instytut Historyczny w Warszawie.
Większość z 700 ksiąg (540) dotyczy miejscowości leżących w 1939 r. w granicach Polski. Setki tych książek zostały w całości lub częściowo przetłumaczone na język angielski.
Część ksiąg została przetłumaczona na język polski.

## Wydania polskie
- Opoczyńska księga pamięci, red. Jerzy Gapys, Edyta Majcher-Ociesa, Opoczno 2014
- Księga pamięci Żydów mławskich, opr. Leszek Zygner, Mława 2016
- Księga pamięci Żydów Bielska Podlaskiego, opracowanie i przedmowa Wojciech Konończuk, Doroteusz Fionik, Bielsk Podlaski 2017
- Księga pamięci gminy żydowskiej w Łomży (Sefer zikaron li-ḳehilat Lomzah), red. Jom-Tow Lewiński, Łomża 2019;
- Księga pamięci gminy żydowskiej w Stawiskach (Sefer Sṭavisḳ: yizkor bukh), red. I. Rubin, Łomża 2020
- Księgi pamięci gmin żydowskich: tam był kiedyś mój dom..., wybór, oprac. i przedm. Monika Adamczyk-Garbowska, Adam Kopciowski, Andrzej Trzciński, Lublin 2009;
- Księgi pamięci gmin żydowskich: bibliografia (Jewish memorial books: a bibliography), wstęp i oprac. Adam Kopciowski, Lublin 2008.